# Döll-Verlag
Der Johann-Heinrich-Döll-Verlag, später eine GmbH, war von 1919 bis in die 1980er Jahre ein Bremer Verlag, eine Buchhandlung und Großbuchhandlung.

## Geschichte
1919 gründete der Kaufmann Johann Heinrich Döll sen. eine Versand- und Verlagsbuchhandlung im Bremer Steintorviertel, Am Bredenkamp Nr. 6. Sein gleichnamiger Sohn übernahm die Firma und war zugleich Teilhaber der Kunst- und Buchhandlung Döll & Groot in Bremen, Am Dobben Nr. 53, bis diese Firma 1929 aufgegeben wurde. Der Döll-Verlag bestand nach dem Zweiten Weltkrieg weiter. 1953 kam es zur Gründung einer Großbuchhandlung mit Sitz in der Altstadt in der Obernstraße Nr. 62/66 und bald danach in der Bürgermeister-Smidt-Straße. Die Heinrich Döll GmbH wurde Anfang der 1980er Jahre aufgegeben. In Bremen-Oberneuland wurde in kleinem Umfang weiter gearbeitet. Der Enkel Johann Heinrich Döll gründete dann einen neuen Verlag, der Bücher im kulturgeschichtlichen Bereich verlegte. 2000 wurde nach dem Tod des Enkels der Kalender-Verlag an eine Druckerei verkauft. Unter dem Markennamen „Döll-Verlag“ erscheinen in der Bremer Verlagsgesellschaft Beste Zeiten weiter die Bremer Kalender „Rollmops“ und „Nichts für ungut“. Sophie Hollanders, Witwe von Döll, führte den Buchverlag als Döll-Edition weiter.
Verlegt wurden unter anderem Bücher über Bremen von Volker Ernsting, Hermann Gutmann, Fotograf Georg Schmidt, Heinrich Schmidt-Barrien, Herbert Schwarzwälder und Wilhelm Tacke.